# Simulium jieyangense
Simulium jieyangense es una especie de insecto del género Simulium, familia Simuliidae, orden Diptera.
Fue descrita científicamente por An, Yan & Yang, 1994.